# Associazione Calcio Torino 1956-1957
Questa voce raccoglie le informazioni riguardanti l'Associazione Calcio Torino nelle competizioni ufficiali della stagione 1956-1957.

## Rosa
| N. |                   | Ruolo | Calciatore           |
| -- | ----------------- | ----- | -------------------- |
|    | Italia (bandiera) | P     | Luigi Pendibene      |
|    | Italia (bandiera) | P     | Vincenzo Rigamonti   |
|    | Italia (bandiera) | D     | Ivo Brancaleoni      |
|    | Italia (bandiera) | D     | Sergio Castelletti   |
|    | Italia (bandiera) | D     | Raffaele Cuscela (c) |
|    | Italia (bandiera) | D     | Gianfranco Ganzer    |
|    | Italia (bandiera) | D     | Lino Grava           |
|    | Italia (bandiera) | D     | Pietro Grosso        |
|    | Italia (bandiera) | C     | Luigi Bodi           |
|    | Italia (bandiera) | C     | Romano Fogli         |

| N. |                      | Ruolo | Calciatore         |
| -- | -------------------- | ----- | ------------------ |
|    | Italia (bandiera)    | C     | Antonio Pellis     |
|    | Argentina (bandiera) | C     | Eduardo Ricagni    |
|    | Italia (bandiera)    | C     | Claudio Rimbaldo   |
|    | Paraguay (bandiera)  | A     | Dionisio Arce      |
|    | Italia (bandiera)    | A     | Gino Armano        |
|    | Italia (bandiera)    | A     | Giancarlo Bacci    |
|    | Italia (bandiera)    | A     | Quinto Bertoloni   |
|    | Svezia (bandiera)    | A     | Hasse Jeppson      |
|    | Italia (bandiera)    | A     | Giuseppe Orlando   |
|    | Argentina (bandiera) | A     | Juan Carlos Tacchi |

## Calciomercato
| Acquisti | Acquisti           | Acquisti           | Acquisti   |
| R.       | Nome               | da                 | Modalità   |
| -------- | ------------------ | ------------------ | ---------- |
| P        | Luigi Pendibene    | Novara             | definitivo |
| D        | Sergio Castelletti | Casale             | definitivo |
| D        | Gianfranco Ganzer  | Milan              | definitivo |
| C        | Luigi Bodi         | Alessandria        | definitivo |
| C        | Eduardo Ricagni    | Milan              | definitivo |
| A        | Dionisio Arce      | Novara             | definitivo |
| A        | Gino Armano        | Inter              | definitivo |
| A        | Hasse Jeppson      | Napoli             | definitivo |
| A        | Juan Carlos Tacchi | Ferro Carril Oeste | definitivo |

| Cessioni | Cessioni                | Cessioni          | Cessioni      |
| R.       | Nome                    | a                 | Modalità      |
| -------- | ----------------------- | ----------------- | ------------- |
| P        | Luigi Brotto            | Modena            | definitivo    |
| D        | Enzo Bearzot            | Inter             | definitivo    |
| D        | Bruno Padulazzi         | Marzotto Valdagno | definitivo    |
| D        | Sergio Rosso            | Varese            | definitivo    |
| C        | Horst Buhtz             | Young Fellows     | definitivo    |
| C        | José Curti              | -                 | fine carriera |
| C        | Luigi Moltrasio         | Lazio             | definitivo    |
| C        | Vittorio Sentimenti III | Modena            | definitivo    |
| A        | Lelio Antoniotti        | Juventus          | definitivo    |
| A        | Piero Cazzaniga         | Triestina         | definitivo    |

## Risultati

### Serie A

#### Girone di andata
| Arbitro: | Orlandini (Roma) |

|            |           |            |
| Pellis 13’ | Marcatori | 21’ Randon |

| Arbitro: | Piemonte (Monfalcone) |

|             |           |  |
| Firmani 83’ | Marcatori |  |

| Arbitro: | Jonni (Macerata) |

|                     |           |              |
| Arce 2’ Ricagni 39’ | Marcatori | 11’ Montuori |

| Arbitro: | Righi (Milano) |

|            |           |  |
| Petris 69’ | Marcatori |  |

| Arbitro: | Grignani (Milano) |

|                       |           |                  |
| Armano 65’ Tacchi 68’ | Marcatori | 18’ Valentinuzzi |

| Arbitro: | Lo Bello (Siracusa) |

|  |           |                        |
|  | Marcatori | 19’ Ricagni 85’ Tacchi |

| Arbitro: | Righi (Milano) |

|           |           |         |
| Conti 86’ | Marcatori | 7’ Arce |

| Arbitro: | Lo Bello (Siracusa) |

|             |           |            |
| Ricagni 10’ | Marcatori | 22’ Massei |

| Arbitro: | Coppa (Como) |

|           |           |  |
| Gomez 26’ | Marcatori |  |

| Arbitro: | Piemonte (Monfalcone) |

|                        |           |                              |
| Tacchi 40’ Ricagni 63’ | Marcatori | 3’ Dal Monte 43’ Carapellese |

| Arbitro: | Guarnaschelli (Pavia) |

|                        |           |           |
| Novelli 2’ Sandell 83’ | Marcatori | 7’ Pellis |

| Arbitro: | Coppa (Como) |

|  |           |                |
|  | Marcatori | 42’, 88’ Golin |

| Arbitro: | Maurelli (Roma) |

|                      |           |  |
| Rimbaldo 2’ Arce 71’ | Marcatori |  |

| Arbitro: | Annoscia (Bari) |

|                                           |           |            |
| Bean 22’ Grosso 36’ (aut.) Schiaffino 64’ | Marcatori | 77’ Tacchi |

| Arbitro: | Menchini (Udine) |

|                         |           |            |
| Pesaola 66’, 86’ (rig.) | Marcatori | 76’ Tacchi |

| Arbitro: | Pieri (Trieste) |

|  |           |               |
|  | Marcatori | 17’ Selmosson |

| Arbitro: | Perego (Milano) |

|                                                 |           |            |
| Fontanesi 42’ Secchi 51’, 88’ Lindskog 66’, 79’ | Marcatori | 73’ Tacchi |

#### Girone di ritorno
| Bologna 3 febbraio 1957, ore 14:30 UTC+1 18ª giornata | Bologna      | 0 – 0 | Torino | Stadio Comunale\| Arbitro: \| Coppa (Como) \| |
| Arbitro:                                              | Coppa (Como) |       |        |                                               |

| Torino 10 febbraio 1957, ore 15:00 UTC+1 19ª giornata | Torino          | 0 – 0 | Sampdoria | Stadio Filadelfia (20.000 spett.)\| Arbitro: \| Marangio (Roma) \| |
| Arbitro:                                              | Marangio (Roma) |       |           |                                                                    |

| Arbitro: | Guarnaschelli (Pavia) |

|             |           |  |
| Julinho 65’ | Marcatori |  |

| Arbitro: | Ferrari (Milano) |

|                   |           |  |
| Armano 53’ (rig.) | Marcatori |  |

| Arbitro: | Maurelli (Roma) |

|            |           |                          |
| Turchi 39’ | Marcatori | 10’ Bertoloni 63’ Armano |

| Arbitro: | Rigato (Mestre) |

|             |           |  |
| Jeppson 28’ | Marcatori |  |

| Arbitro: | Bernardi (Bologna) |

|                                        |           |                    |
| Armano 19’ Jeppson 33’, 86’ Tacchi 54’ | Marcatori | 88’ (rig.) Montico |

| Arbitro: | Jonni (Macerata) |

|                                               |           |  |
| Rimbaldo 5’ (aut.) Vonlanthen 72’ Lorenzi 74’ | Marcatori |  |

| Arbitro: | Righi (Milano) |

|                                                |           |              |
| Armano 2’, 7’ (rig.) Arce 26’ Jeppson 42’, 84’ | Marcatori | 49’ Vernazza |

| Arbitro: | Guigue |

|           |           |  |
| Frizzi 1’ | Marcatori |  |

| Arbitro: | Coppa (Como) |

|                                     |           |                 |
| Bertoloni 3’ Armano 18’, 24’ (rig.) | Marcatori | 38’, 82’ Prenna |

| Arbitro: | Grill |

|          |           |                                 |
| Rosa 76’ | Marcatori | 52’ Armano 69’ Jeppson 70’ Arce |

| Arbitro: | Lo Bello (Siracusa) |

|  |           |          |
|  | Marcatori | 79’ Arce |

| Arbitro: | Rigato (Mestre) |

|                      |           |                     |
| Arce 60’ Jeppson 78’ | Marcatori | 79’ Farina 86’ Bean |

| Arbitro: | Guarnaschelli (Pavia) |

|           |           |             |
| Armano 9’ | Marcatori | 39’ Vinício |

| Arbitro: | Garan |

|                           |           |                      |
| Selmosson 10’ Bettini 16’ | Marcatori | 41’ Armano 75’ Bacci |

| Arbitro: | Bartolomei (Milano) |

|                                          |           |            |
| Armano 72’ (rig.) Ricagni 78’ Tacchi 83’ | Marcatori | 25’ Secchi |

## Statistiche

### Statistiche di squadra
| Competizione | Punti | In casa | In casa | In casa | In casa | In casa | In casa | In trasferta | In trasferta | In trasferta | In trasferta | In trasferta | In trasferta | Totale | Totale | Totale | Totale | Totale | Totale | DR |
| Competizione | Punti | G       | V       | N       | P       | Gf      | Gs      | G            | V            | N            | P            | Gf           | Gs           | G      | V      | N      | P      | Gf     | Gs     | DR |
| ------------ | ----- | ------- | ------- | ------- | ------- | ------- | ------- | ------------ | ------------ | ------------ | ------------ | ------------ | ------------ | ------ | ------ | ------ | ------ | ------ | ------ | -- |
| Serie A      | 35    | 17      | 9       | 6       | 2       | 30      | 17      | 17           | 4            | 3            | 10           | 15           | 25           | 34     | 13     | 9      | 12     | 45     | 42     | +3 |

### Statistiche dei giocatori
| Giocatore      | Serie A  | Serie A |
| Giocatore      | Presenze | Reti    |
| -------------- | -------- | ------- |
| D. Arce        | 24       | 7       |
| G. Armano      | 33       | 12      |
| G. Bacci       | 3        | 1       |
| Q. Bertoloni   | 13       | 2       |
| L. Bodi        | 22       | 0       |
| I. Brancaleoni | 19       | 0       |
| S. Castelletti | 2        | 0       |
| R. Cuscela     | 15       | 0       |
| R. Fogli       | 16       | 0       |
| G. Ganzer      | 32       | 0       |
| L. Grava       | 26       | 0       |
| P. Grosso      | 25       | 0       |
| H. Jeppson     | 19       | 7       |
| G. Orlando     | 1        | 0       |
| A. Pellis      | 8        | 2       |
| L. Pendibene   | 1        | -1      |
| E. Ricagni     | 31       | 5       |
| V. Rigamonti   | 33       | -41     |
| C. Rimbaldo    | 24       | 1       |
| J. C. Tacchi   | 27       | 8       |

## Giovanili

### Piazzamenti
- Primavera:
  - Campionato Cadetti: